# Tax Freedom Day
Der Tax Freedom Day (deutsch Steuerfreiheitstag) ist ein vorrangig durch wirtschaftsliberale Denkfabriken verbreitetes Konzept, das die durchschnittliche Höhe der Steuern und teils auch Sozialabgaben, die vom Einkommen bezahlt werden, in Tage ab Neujahr umrechnet. Der Tag soll nach Ansicht der Denkfabriken veranschaulichen, ab wann ein durchschnittlicher Steuerzahler „nicht mehr für die Zahlung seiner Steuern und Abgaben arbeiten muss“. Dem Tax Freedom Day liegt eine neoliberale Vorstellung von Freiheit zugrunde, bei dem die Freiheit umso größer sei, je weniger Steuern und Abgaben man zahlen müsse. Das Konzept wird vielfach dafür kritisiert, zu vernachlässigen, dass die gezahlten Steuern für öffentliche Leistungen und Güter ausgegeben werden, die dem Steuerzahler unmittelbar oder der Gemeinheit zugutekommen. Auch die jeweilige Berechnungsgrundlage der Institute und inwiefern der angenommene Durchschnittswert repräsentativ sei, wurde vielfach kritisch thematisiert.
Der Tax Freedom Day wurde 1948 durch den US-Amerikaner Dallas Hostetler erfunden und als Marke registriert. Später wurde die Marke an die in Washington, D.C. ansässige Tax Foundation übertragen. Verschiedene Institute und Denkfabriken haben das Konzept aufgegriffen und für ihre Länder den Tax Freedom Day bzw. im deutschen Sprachraum auch den „Steuerzahlertag“ oder „Steuerzahlergedenktag“ berechnet, der oft medial aufgegriffen und teilweise auch zelebriert wird.

## Beispiele aus einzelnen Ländern

### Deutschland
Der Bund der Steuerzahler Deutschland ruft seit dem Jahr 2000 den sogenannten „Steuerzahlergedenktag“ aus. Dabei kommt er teilweise auf eine Quote von mehr als 50 Prozent, weswegen der Tag regelmäßig im Juli ausgerufen wird. Die Berechnungsgrundlage des Steuerzahlerbundes wurde mehrfach kritisiert, unter anderem von der Süddeutschen Zeitung in 2004 und dem Steuerexperten Stefan Bach in 2017. Bach sprach 2017 von „vulgärökonomischem Populismus“ und rechnete vor, dass der „Steuerzahlergedenktag“ im Jahre 2017 nicht am 19. Juli, sondern bei korrekter Berechnung bereits im Mai oder noch früher gelegen haben müsste. Dem Verein gehe es beim „Steuerzahlergedenktag“ vielmehr darum, die Botschaft zu vermitteln, „die Steuern und Abgaben sind viel zu hoch, der gierige Staat nimmt den rechtschaffenen Bürgern das hart erarbeitete Geld weg und verschwendet es“. Parallelen sah er dabei zur Tea-Party-Bewegung aus den USA, die ähnliche Argumentationsmuster bediene. In einem SWR-Radiointerview sagte er im Juli 2023, dass die Berechnung des Bundes der Steuerzahler per se „nicht unseriös“ ist, die entgegenstehende Leistung – z. B. bei den mit eingerechneten Sozialversicherungsabgaben – aber nicht berücksichtigt werde.
Das ARD-Format Reschke Fernsehen kritisierte 2023 den Gedenktag als Lobbyismus gegen das Sozialsystem. Einzahlungen in die Sozialversicherung (auch die Arbeitgeberbeiträge) seien in der Berechnung des Gedenktags erfasst, obwohl sie keine Steuern sind, sondern den Versicherten selbst zugutekommen. Das sei Etikettenschwindel und verfälsche das Ergebnis um mehrere Monate.
Im Jahr 2019 kritisierte die Leipziger Internet Zeitung, dass Abgaben auf Einkommen, welche nicht durch Arbeit erwirtschaftet werden (Aktiengewinne, Renditen, Mieten etc.) nicht in die Berechnungen einbezogen werden. Der Steuerzahlergedenktag sei daher nicht anwendbar auf wohlhabende Personen.

### Vereinigte Staaten
In den USA ruft Tax Foundation seit 1971 den „Tax Freedom Day“ aus. Die Lobbygruppe berechnet diesen sowohl landesweit als auch getrennt für jeden Bundesstaat und präsentiert die Ergebnisse in einer Rangordnung. Aufgrund des föderalistischen Steuersystems variiert die Besteuerung von Staat zu Staat. Zur Berechnung des Datums bildet die Tax Foundation das Verhältnis aus dem gesamten Steueraufkommen des Landes und dem gesamten Einkommen der Bevölkerung, auch Sozialversicherungen wie Medicaid werden mit dazu gezählt.
Die Tax Foundation stellt es so dar, als sei ein früheres Datum und damit niedrigere Steuern erstrebenswert, vernachlässigt aber den gesamtgesellschaftlichen Nutzen von Steuern und der damit verbundenen Finanzierung des Gemeinwohls. So konnte beispielsweise eine wissenschaftliche Analyse einen starken Zusammenhang zwischen dem Zeitpunkt des Tax Freedom Day im jeweiligen Bundesstaat und dem Wohlergehen von Kindern und Jugendlichen zeigen: Je später der Tag war, d. h. je höher die Steuern durchschnittlich waren, desto höher war das Wohlergehen (geringere Kindersterblichkeit, weniger Kinderarmut, kleinere Schulabbrecherquote). Wissenschaftler am Center on Budget and Policy Priorities rechneten außerdem aus, dass der angenommene Durchschnittswert nicht repräsentativ für die Bevölkerung sei. Beispielsweise zahlten in den USA in 2018 vier von fünf Steuerzahler einen geringeren Steuersatz als der behauptete Durchschnitt. Aufgrund der Berechnungsmethode der Tax Foundation flossen große Einkommen (für die ein höherer Steuersatz gilt) überproportional stark in die Berechnung mit ein.

### Weitere Länder
In Kanada ruft das libertär-konservative Fraser Institute seit 1976 den „Tax Freedom Day“ aus. 2015 kam dieser gemäß der Denkfabrik auf den 10. Juni.
In Großbritannien fällt der „Tax Freedom Day“ 2015 nach Berechnungen des Adam Smith Institute auf den 29. Juni. Das Adam Smith Institute verwendet das Nettonationaleinkommen als Bezugspunkt und Rechenbasis.
In der Schweiz wurde der Tax Freedom Day durch Avenir Suisse berechnet. Er lag im Jahr 2015 auf dem 2. Juli.

## Grundsätzliche Kritik
Grundsätzliche Kritik an dem Konzept richtet sich daran, dass es den „durchschnittlichen Steuerzahler“ gar nicht gebe. In den meisten Ländern mit progressivem Steuersystem zahlen die unteren Einkommensgruppen weniger Steuern, während die oberen Einkommensgruppen, der weniger Menschen angehören, einen deutlich höheren Steuersatz haben. Der Steuersatz der meisten Steuerzahler läge daher unter dem Durchschnittswert. Der für die gesamten Einwohner pauschalisierte Tag vermittle so in vielen Fällen ein falsches Bild davon, welchen Steuersatz der Durchschnittsbürger tatsächlich zahle. Viele Menschen würden außerdem einen höheren Nutzen aus wohlfahrtsstaatlichen Leistungen ziehen als sie an Steuern gezahlt haben.